# Uniwersytet w Karlstad
Uniwersytet w Karlstad – publiczna uczelnia znajdująca się w szwedzkim Karlstad. Uczelnia została założona w 1977, a w 1999 zyskała status uniwersytetu przyznany przez rząd Szwecji. Obecnie uczy się w nim około 12 000 studentów. Motto uniwersytetu to Sapere aude.